# La Pisseure
La Pisseure är en kommun i departementet Haute-Saône i regionen Bourgogne-Franche-Comté i östra Frankrike. Kommunen ligger i kantonen Vauvillers som tillhör arrondissementet Lure. År 2022 hade La Pisseure 39 invånare.

## Befolkningsutveckling
Antalet invånare i kommunen La Pisseure
| Referens: INSEE |